# اتحادیه حکیم پور
اتحادیه حکیم پور (به لاتین: Hakimpur Union) یک منطقهٔ مسکونی در بنگلادش است که در Chaugachha Upazila واقع شده‌است.
 اتحادیه حکیم پور ۴۲٫۷۵ کیلومتر مربع مساحت و ۱۷٬۸۲۹ نفر جمعیت دارد.